# Kathleen Compagnie
Kathleen Compagnie (Heist-op-den-Berg, 1980) is een Belgisch powerliftster en diëtist. 

## Levensloop
Compagnie behaalde een aggregaat in muzikale opvoeding aan het Lemmensinstituut. In 2020 behaalde ze haar bachelor voedings- en dieetkunde aan de hogeschool Odisee, om daarna de postgraduaat tot diabeteseducator te behalen in 2021 aan Thomas More. Via de National Academy of Sports Medicine werd ze in 2017 een gecertifieerd personal trainer.
Na een motorongeluk kwam ze in contact met powerlifting. In 2017, 2018 en 2019 won ze het Belgisch kampioenschap bench press in de klasse minder dan 63 kilogram. In 2019 drukte ze 102,5 kilogram op het BK. In 2021 werd ze Europees kampioen in Tsjechië. In 2022 werd ze wereldkampioen in het Canadese St. John's. Ze won hier goud in de squat en bench press, en zilver in de deadlift. Opgeteld verzette ze hierdoor 425 kilogram, wat voldoende was voor de overwinning.
Op 28 december 2020 was ze te gast in de podcast Sterk Werk van Jasper Van Oost en op 28 april 2022 was Compagnie te zien in het programma De Container Cup op Play4. Hierin maakte ze deel uit van het team van Pedro Elias. Compagnie nam de bench press voor haar rekening, en wist hier 85 kilogram te drukken. Het team verloor uiteindelijk van dat van Wesley Sonck.

## Persoonlijke records
|        | Squat | Bankdrukken | Deadlift | Totaal | Dots   |
| ------ | ----- | ----------- | -------- | ------ | ------ |
| Raw    | 102,5 | 81          | 132,5    | 311    | 329,31 |
| Single | 180   | 125         | 167,5    | 470    | 482,36 |

## Palmares
| Jaar | Plek   | Wedstrijd                                       | Single of Raw | Dots   | Klasse |
| ---- | ------ | ----------------------------------------------- | ------------- | ------ | ------ |
| 2017 | Goud   | Vlaams Kampioenschap Powerlifting               | Raw           | 289,39 | -63    |
| 2017 | Goud   | Belgisch Kampioenschap Bench Press              | Raw           | 76,45  | -63    |
| 2017 | Brons  | Belgisch Kampioenschap Powerlifting             | Raw           | 318,64 | -63    |
| 2018 | Goud   | Belgisch Kampioenschap Bench Press              | Raw           | 72,74  | -63    |
| 2018 | Goud   | Belgisch Kampioenschap Bench Press              | Single        | 91,60  | -63    |
| 2018 | Goud   | Belgisch Kampioenschap Powerlifting             | Raw           | 312,80 | -72    |
| 2018 | Goud   | Belgisch Kampioenschap Powerlifting             | Single        | 344,16 | -63    |
| 2019 | Goud   | Belgisch Club Kampioenschap Powerlifting        | Single        | 348,89 | -63    |
| 2019 | Goud   | Belgisch Kampioenschap Bench Press              | Single        | 110,62 | -63    |
| 2019 | Zilver | Belgisch Kampioenschap Powerlifting             | Single        | 388,48 | -63    |
| 2021 | Goud   | Europees Kampioenschap Powerlifting (masters)   | Single        | 431,38 | -63    |
| 2021 | Goud   | West-Europees Kampioenschap Powerlifting        | Single        | 407,89 | -69    |
| 2021 | Goud   | Belgisch Kampioenschap Bench Press (masters)    | Single        | 111,34 | -69    |
| 2021 | Goud   | Belgisch Kampioenschap Bench Press (masters)    | Raw           | 79,53  | -69    |
| 2021 | Goud   | Belgisch Kampioenschap Powerlifting (masters)   | Raw           | 324,25 | -69    |
| 2021 | Goud   | Belgisch Kampioenschap Powerlifting             | Raw           | 326,47 | -69    |
| 2021 | Goud   | Benefietwedstdrijd                              | Single        | 420,79 | -69    |
| 2022 | 5      | Europees Kampioenschap Powerlifting Open klasse | Single        | 460,59 | -63    |
| 2022 | Goud   | Wereldkampioenschap Powerlifting (masters)      | Single        | 458,78 | -63    |
| 2022 | Goud   | Belgisch Kampioenschap Powerlifting (masters)   | Single        | 388,27 | -69    |
| 2023 | Zilver | Europees Kampioenschap Powerlifting (masters)   | Single        | 476,33 | -69    |
| 2024 | Zilver | Europees Kampioenschap Powerlifting (masters)   | Single        | 482,36 | -69    |
| 2024 | 15     | Wereldkampioenschap Powerlifting Open klasse    | Single        | 474,66 | -69    |